# Víctor Guillermo Ricardo
Víctor Guillermo Ricardo (Ovejas, 1910-Bogotá, 28 de marzo de 1993) fue un abogado y político colombiano, que se desempeñó como Ministro de Trabajo y Ministro de Minas y Petróleos de ese país. Fue el padre del político homónimo. 

## Reseña biográfica
Nacido en Ovejas, cuando aún era parte del Departamento de Bolívar Grande, estudió Derecho en la Pontificia Universidad Javeriana. Posteriormente, se especializó en Ciencias Económicas y Derecho Internacional en Holanda.
En el sector público se desempeñó como asesor jurídico de la presidencia de Colombia durante el mandato de Mariano Ospina Pérez. Durante este mismo Gobierno fue Ministro de Trabajo entre febrero y agosto de 1950; durante su paso por esta cartera se creó el Instituto de Seguros Sociales (ISS) y se redactó el Código Sustantivo del Trabajo. También fue Gerente General del ISS y Jefe de Redacción del periódico El Siglo.
Durante la presidencia de Alberto Lleras Camargo se desempeñó como Ministro de Minas y Petróleos y, interinamente, de nuevo como Ministro de Trabajo. Así mismo, fue Senador, Representante a la Cámara y Magistrado de la Corte Suprema de Justicia.
En el campo diplomático ocupó los cargos de embajador en Holanda, Brasil, Guatemala y ante las Naciones Unidas. Miembro del Partido Conservador, también se desempeñó como contralor general de Colombia entre 1969 y 1971; durante su paso por este cargo mejoró notablemente el rendimiento financiero de la institución.
Casado con la política conservadora Cecilia Piñeros Corpas, familiar del Ministro de Salud Juan Nepomuceno Corpas, hija de alcalde de Manta Joaquín Piñeros Almonacid y hermana del Gobernador de Cundinamarca Joaquín Piñeros Corpas. Cecilia se desempeñó durante 8 años como Senadora. Se conoció con ella cuando era secretaria del presidente Mariano Ospina Pérez y él era Ministro de Trabajo.  
Murió en Bogotá el 28 de marzo de 1993, tras una larga enfermedad, a la edad de 82 años. Fue el autor de «La Tierra, el Hombre y el Crédito».